# Bieżuń
Bieżuń è un comune urbano-rurale polacco del distretto di Żuromin, nel voivodato della Masovia.
Ricopre una superficie di 122,02 km² e nel 2004 contava 5 303 abitanti.